# مجموعة كونتشار
كونتشار (KONČAR - Elektroindustrija dd)هي شركة كرواتية للكهرباء والنقل والطاقة مقرها في زغرب ، كرواتيا .
مُدرجةٌ في بورصة زغرب وتُعتبر عضوًا في مؤشر كروبكس، وتتألف الشركة من 16 شركة فرعية (عام 2017) وتستخدم أكثر من 3600 موظف. تبلغ مبيعات الشركة السنوية 460 مليون يورو، ونصفها تصديري. خلال السنوات الأخيرة، قامت "كونتشار" بتسليم منتجاتها ومصانعها إلى أكثر من 100 دولة عبر جميع القارات.
تأسست "كونتشار" عام 1921، حيث بدأ إنتاج متواضع لمحركات كهربائية في زغرب، وكانت ذلك في ذلك الوقت تصنيعاً مهماً بشكل كبير. وتم إطلاق اسم الشركة على اسم المقاتل في الحرب العالمية الثانية رادي كونتشار. .

## كونتشار- معدات تقديم الطعام
تعد "كونتشار - معدات التموين" شركة صناعية تعمل ضمن مجموعة "كونتشار"، حيث تأسست الشركة في عام 1946 وتختص في تصميم وتصنيع وتركيب وصيانة معدات التموين المهنية.
تقدم شركة "كونتشار - معدات التموين" مجموعة واسعة من المنتجات المهنية لتموين الطعام، وذلك باستخدام نظام تسليم المشروع "ترنكي" الذي يشمل التصميم والتصنيع والتركيب.
تشمل المنتجات: معدات الطهي، ومعدات الحفظ ، ومعدات التبريد بمختلف الأحجام والأغراض، وغسالات الأواني المهنية، والمعدات الخاصة لمطابخ المستشفيات، ومعدات البحرية، والمعدات الخاصة، ونظام الفري فلو المتدفق الحر، وغير ذلك.
تقع خطوط الإنتاج في منشأة صناعية منظمة بموجب نظام إدارة الجودة ISO 9001: 2008. وتتم تصنيع جميع المنتجات وفقًا للمبادئ التوجيهية والمعايير المناسبة لجمهورية كرواتيا والاتحاد الأوروبي.
منذ عام 1994، تعمل "كونتشار" بالتعاون مع شركة "سيمنز" ضمن شراكة "كونتشار باور ترانسفورمرز (KPT)"، حيث يتم تصنيع محولات الطاقة في مصنع زغرب.

## السكك الحديدية

### القاطرات
- سلسلة HŽ 1142

### قطارات سريعة
- سلسلة HŽ 6112
- سلسلة HŽ 7022

### الترام والسكك الحديدية الخفيفة
- TMK 2100
- TMK 2200
- TMK 2200 ك

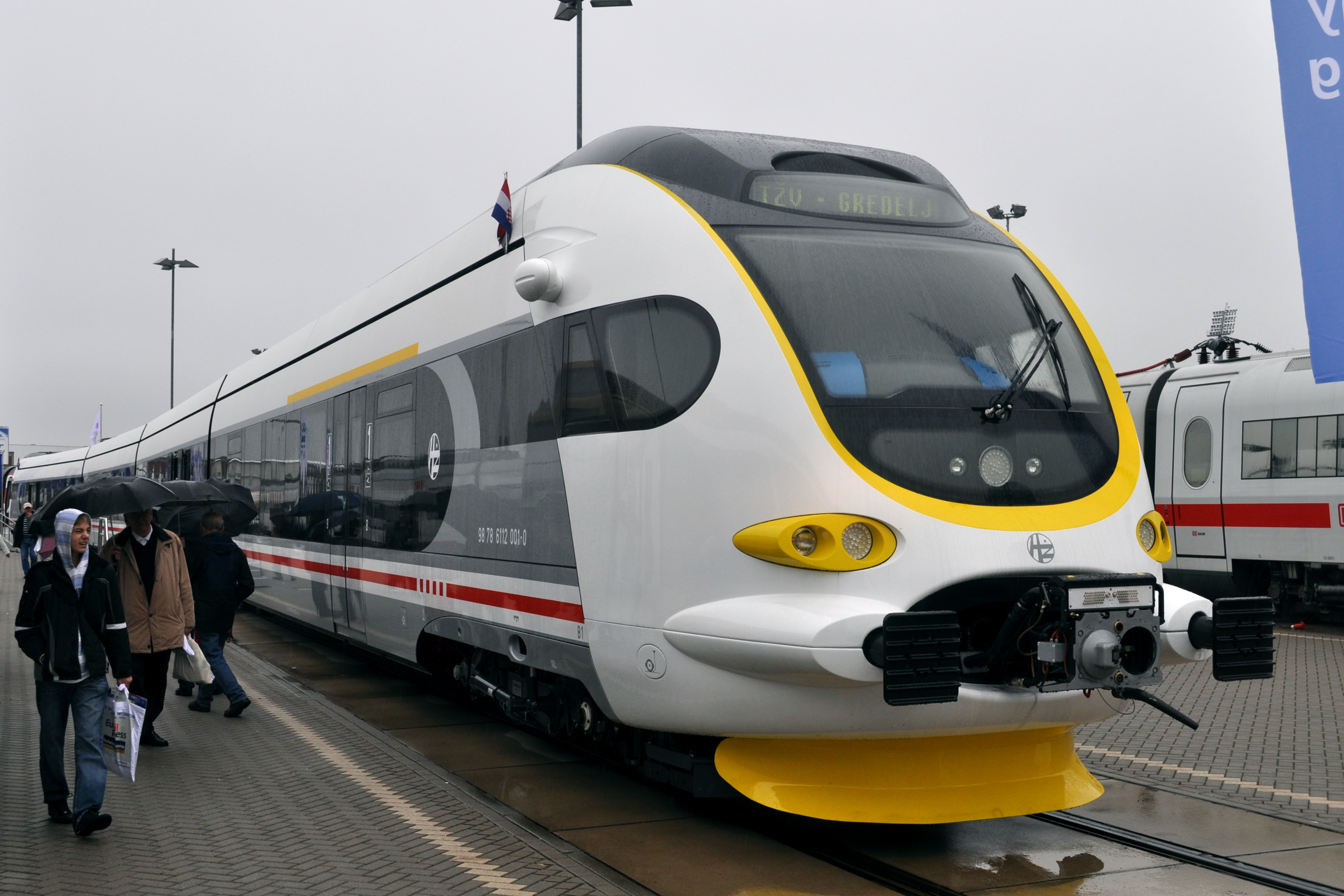
السكك الحديدية الكرواتية مركبات الاتحاد النقدي الأوروبي  [لغات أخرى]‏ الجديدة
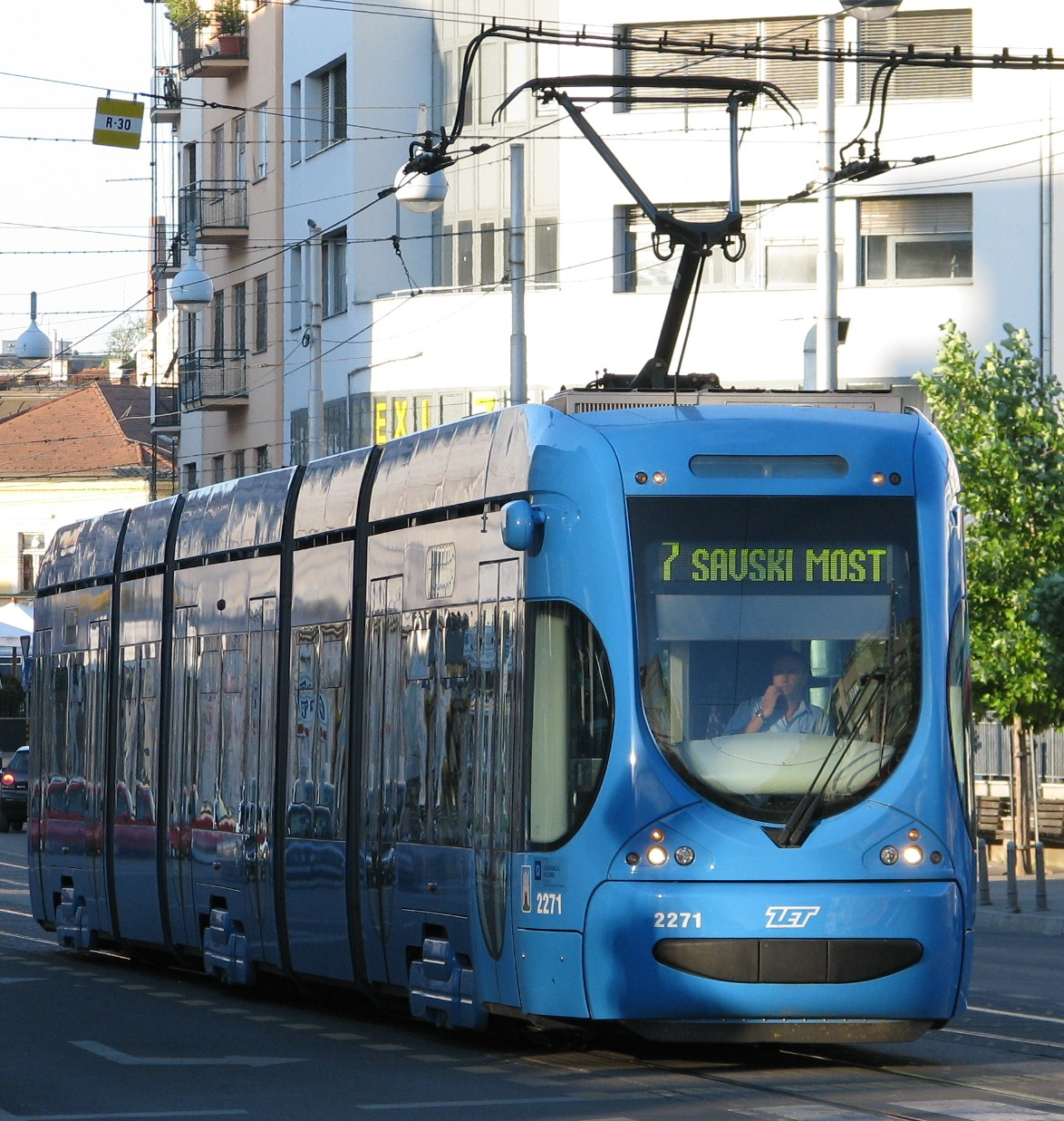
ترام TMK 2200 مفصلي حديث منخفض الأرضية
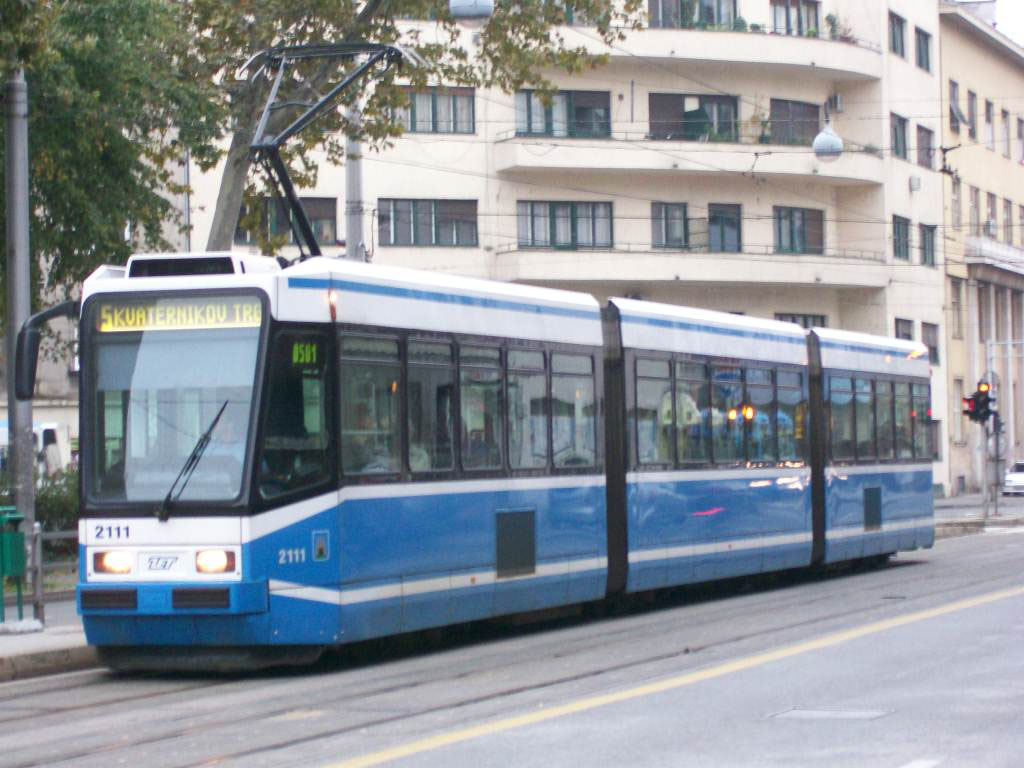
أقدم ترام TMK 2100 يعمل في زغرب

- الصناعةفي كرواتيا
- الطاقة النووية في كرواتيا

1. ↑  وصلة مرجع: https://www.lobbyfacts.eu/datacard/končar---elektroindustrija-dd?rid=587971442449-47.
2. ↑  "O nama - KONČAR - Ugostiteljska oprema d.o.o." (بالكرواتية). Archived from the original on 2012-08-08. Retrieved 2012-08-25.
3. 1 2  وصلة مرجع: https://zse.hr/hr/papir/310?isin=HRKOEIRA0009.
4. ↑  "HIO - Končar - Ugostiteljska oprema d.o.o." (بالكرواتية). Croatian Chamber of Economy. Archived from the original on 2013-02-17. Retrieved 2012-08-25.
5. ↑  KONČAR 'About Us' نسخة محفوظة 2022-12-13 على موقع واي باك مشين.
6. ↑  Цитата з виставки SKRIVENI DIZAJN – ODJEL DIZAJNA KONČAR 1971. - 1990: «Одне з найбільших підприємств у колишній Югославії, «SOUR Rade Končar», яке іноді давало роботу і 25 000 працівників на багатьох заводах від Самобора до Скоп'є.
7. ↑  Milan Gavrović (15 فبراير 2009). "Ante Marković: Kako bih ja riješio ovu krizu". Lider. مؤرشف من الأصل في 2023-01-18. اطلع عليه بتاريخ 2013-11-01.